# Ronino
Ronino (deutsch Rönneberg) ist ein Dorf in der Woiwodschaft Westpommern in Polen. Es gehört zur Gmina Postomino (Gemeinde Pustamin) im Powiat Sławieński (Schlawer Kreis).

## Geschichte
Wann der kleine Ort Rönneberg, auch Rennberg, entstand, ist nicht bekannt. Bis 1945 bildete Rönneberg einen Wohnplatz der Gemeinde Alt Kuddezow. Als Teil der Gemeinde Alt Kuddezow gehörte Rönneberg zum Amtsbezirk Pennekow, zum Standesamt Pennekow und zum Amtsgericht Rügenwalde im Landkreis Schlawe i. Pom. der preußischen Provinz Pommern.
Damals bestand der Ort aus 26 Gehöften, unter denen lediglich ein Vollerwerbsbetrieb war. Die übrigen Gehöfte gehörten handwerklich oder in Arbeiterberufen tätigen Besitzern.

## Kirche
Auch kirchlich war Rönneberg vor 1945 mit Alt Kuddezow verbunden, zu dessen Kirchspiel es – wie auch Neu Kuddezow (Chudaczewko) – gehörte. Es lag im evangelischen Kirchenkreis Rügenwalde in der Kirchenprovinz Pommern der Kirche der Altpreußischen Union.
Seit 1945 heißt Rönneberg Ronino und ist ein Teil der Gmina Postomino im Powiat Sławieński der Woiwodschaft Westpommern. Sein Kirchort Chudaczewo ist seit 1995 Filialkirche zur katholischen Pfarrei Stary Kraków (Alt Krakow) im Dekanat Darłowo im Bistum Köslin-Kolberg. Evangelischerseits ist heute das Pfarramt der Evangelisch-Augsburgischen Kirche in Koszalin (Köslin) zuständig.

## Söhne und Töchter des Ortes
- Georg Segler (1906–1978), deutscher Agrarwissenschaftler und Direktor des Instituts für Landtechnik der Landwirtschaftlichen Hochschule Hohenheim